# Kadu Moliterno
Carlos Eduardo Moliterno, mais conhecido como Kadu Moliterno (São Paulo, 20 de junho de 1952), é um ator brasileiro. Tornou-se conhecido ao protagonizar a telenovela O Príncipe e o Mendigo, em 1972 na RecordTV, lembrado na década de 80 pela série que marcou época na televisão na Rede Globo: Armação Ilimitada. Interpretou "Juba", ao lado de seu sócio "Lula" (André de Biase) e pela jornalista "Zelda Scott" (Andréa Beltrão), que namorava os dois.

## Filmografia

### Televisão
| Ano     | Título                      | Personagem                                       | Notas                                     |
| ------- | --------------------------- | ------------------------------------------------ | ----------------------------------------- |
| 1970    | As Pupilas do Senhor Reitor | Pedro das Dornas (jovem)                         | Episódios: "23–26 de março"               |
| 1970    | Tilim                       | Raul Aguiar                                      |                                           |
| 1971    | Quarenta Anos Depois        | Flávio Pacheco de Oliva                          |                                           |
| 1972    | O Príncipe e o Mendigo      | Eduardo VI de Inglaterra                         |                                           |
| 1972    | O Príncipe e o Mendigo      | Tom Canty                                        |                                           |
| 1972    | Selva de Pedra              | Oswaldo Paiva Netto                              |                                           |
| 1976    | A Viagem                    | Caíto                                            | Episódios: "20 de fevereiro–27 de março"  |
| 1976    | O Julgamento                | André Mello                                      |                                           |
| 1977    | Um Sol Maior                | Alberto                                          |                                           |
| 1978    | O Pulo do Gato              | Billy                                            |                                           |
| 1978    | A Sucessora                 | Vasco Stein                                      |                                           |
| 1979    | Cabocla                     | Manoel Junqueira Caldas (Neco)                   |                                           |
| 1980    | Água Viva                   | Bruno Fraga Simpson                              |                                           |
| 1980    | As Três Marias              | Lucas                                            |                                           |
| 1981    | Brilhante                   | Afonso Negreiros                                 |                                           |
| 1982    | Paraíso                     | José Eleutério Ferrabraz (Zeca / Filho do Diabo) |                                           |
| 1983    | Eu Prometo                  | Conrado de Oliveira Sobral                       |                                           |
| 1984    | Partido Alto                | Werner                                           |                                           |
| 1985–88 | Armação Ilimitada           | Juba                                             |                                           |
| 1989    | Juba & Lula                 | Juba                                             |                                           |
| 1990    | Fronteiras do Desconhecido  | Orlando                                          | Episódio: "A Matéria dos Sonhos"          |
| 1991    | O Dono do Mundo             | Rodolfo Steiner                                  |                                           |
| 1992    | Anos Rebeldes               | Inácio Avelar                                    |                                           |
| 1992    | Você Decide                 | Daniel                                           | Episódio: "Antes Que o Amor Acabe"        |
| 1993    | Você Decide                 | Gomes                                            | Episódio: "Laços de Afeto"                |
| 1993    | Você Decide                 | Fernando                                         | Episódio: "A Chantagem"                   |
| 1993    | Renascer                    | Rafael Menezes                                   | Episódios: "11–13 de março"               |
| 1993    | Sex Appeal                  | Renato Lührman                                   |                                           |
| 1994    | Memorial de Maria Moura     | Padre José Maria de Jesus                        |                                           |
| 1994    | Pátria Minha                | Gustavo Pellegrini                               | Episódios: "18–21 de julho"               |
| 1994    | Quatro por Quatro           | Samuel Spadafora (Samuca Espada)                 |                                           |
| 1996    | Vira Lata                   | Detetive Romeu Buonaventura                      |                                           |
| 1996    | Você Decide                 | Eduardo                                          | Episódio: "Remédio Duvidoso"              |
| 1996    | Você Decide                 | Pedro                                            | Episódio: "Bala Perdida"                  |
| 1997    | Você Decide                 | Rondinelli                                       | Episódio: "Norma"                         |
| 1997    | Você Decide                 | Guilherme                                        | Episódio: "O Desfalque"                   |
| 1997    | Malhação                    | Paulo Camargo Faria                              | Episódios: "18–22 de maio"                |
| 1997    | Anjo Mau                    | Rodrigo Arantes Medeiros                         |                                           |
| 1998    | Você Decide                 | Doni                                             | Episódio: "Sexo Falado é Sexo?"           |
| 1998    | A Turma do Didi             | Rei                                              | Episódio: "25 de outubro"                 |
| 1999    | Suave Veneno                | Álvaro Figueira                                  |                                           |
| 2000    | Brava Gente                 | Passos                                           | Episódio: "Entre o Céu e a Terra"         |
| 2001    | Porto dos Milagres          | Dr. Rodrigo Feitosa                              |                                           |
| 2002    | Desejos de Mulher           | Heitor                                           | Episódio: "21 de janeiro"                 |
| 2002    | Malhação                    | César Rodrigues                                  | Temporada 9                               |
| 2003    | Celebridade                 | Dr. Daniel Freire                                | Episódios: "11 de maio–25 de junho"       |
| 2003    | Kubanacan                   | Dr. Moralez                                      | Episódios: "21–28 de agosto"              |
| 2004    | Da Cor do Pecado            | Carlos Noronha                                   | Episódio: "9 de julho"                    |
| 2004    | Como uma Onda               | Antônio Amarante (Amarante)                      |                                           |
| 2005    | Bang Bang                   | Jesse James / Denaide Johnson                    |                                           |
| 2007    | Amazônia                    | Paulo Souza Borges                               |                                           |
| 2008    | Beleza Pura                 | Gaspar Monteiro Saldanha                         |                                           |
| 2008    | Faça Sua História           | Felipe                                           | Episódio: "A Guerra de Tróia"             |
| 2009    | Paraíso                     | Raul Bertoni (Bertoni)                           |                                           |
| 2009    | Geral.com                   | Caco                                             | Episódio: "Ger@l.show" Episódio: "Tribos" |
| 2010    | Na Forma da Lei             | Thales Fonseca                                   | Episódio: "Amores Mortais"                |
| 2011    | Malhação                    | Nelson Tavares                                   | Temporada 19                              |
| 2012    | Dança dos Famosos           | Participante (4° lugar)                          | Temporada 9                               |
| 2014    | As Canalhas                 | Paulo Roberto                                    | Episódio: "Cleo"                          |
| 2015    | Alto Astral                 | Pedro Romantini                                  | Episódios: "11 de fevereiro–3 de abril"   |
| 2015    | Vai que Cola                | Juca                                             | Episódio: "Ajolescente"                   |
| 2016    | A Terra Prometida           | Acã Kalil                                        |                                           |
| 2017    | Belaventura                 | Rei Otoniel Montebelo e Luxemburgo II            |                                           |
| 2019    | Topíssima                   | Dagoberto da Costa                               |                                           |
| 2025    | Power Couple Brasil         | Participante (6º lugar)                          | Temporada 7                               |

### Cinema
| Ano  | Título                        | Personagem                     |
| ---- | ----------------------------- | ------------------------------ |
| 1973 | A Noite das Fêmeas            | Carlos Eduardo Pontes da Silva |
| 1976 | A Árvore dos Sexos            | Carlos Eduardo Novello         |
| 1977 | A Virgem                      | Valdo Camargo Leitão (Vado)    |
| 2004 | Tainá 2 - A Aventura Continua | Gaspar Lopes                   |